# Thunovský palác
Thunovský palác – pałac w Pradze, stolicy Czech, położony w dzielnicy Malá Strana. W budynku odbywają się obrady Izby Poselskiej, izby niższej czeskiego parlamentu.
W miejscu obecnego pałacu niegdyś stało pięć gotyckich domów, których pozostałości zostały zachowane do dziś w podziemiach. Trzy z tych domów zostały połączone w 1490 roku, kiedy posiadłości zakupił Jan z Roupova i zapoczątkował przebudowę. Powstała w ten sposób rezydencja znana była jako Roupovský dům. W 1650 roku dom kupiła hrabianka Markéta Anna Thunová z rodziny Thun. W roku 1662 zakupiła ona również jeden dom w pobliżu, a w 1694 roku kolejny pobliski dom kupił Maxmilian Thun. Rok później rozpoczęto przebudowę, w trakcie której starsze budynki rozebrano. W wyniku tej trwającej do 1720 r. rekonstrukcji powstał nowy pałac, którego główna sala służy dziś obradom Izby Poselskiej. 
W 1779 roku w pałacu rozpoczął działalność teatr pod kierownictwem Pasquale Bondiniego. Wśród jego gości był nawet cesarz Józef II Habsburg. Pożar, jaki wynikł w 1794 roku z powodu nieostrożności aktorów, położył jednak kres działalności teatru, niszcząc jednocześnie m.in. cenne freski autorstwa J. M. Rottmayera. W 1801 roku Anna Marie Thunová sprzedała rezydencję Sejmowi Krajowemu Czech. Wkrótce po tym rozpoczęto przebudowę w stylu klasycystycznym. Kolejna modernizacja miała miejsce w 1861 roku, od tego samego roku w budynku odbywały się sesje Sejmu Krajowego. W 1903 roku powstał łącznik nad ulicą Thunovská, łączący pałac Thunovský z pałacem Smiřických. 
14 listopada 1918 roku w pałacu miała miejsce inauguracyjna sesja Zgromadzenia Narodowego Czechosłowacji, w trakcie której ogłoszono powstanie nowej republiki, wybrano także jej pierwszego prezydenta, Tomáša Masaryka i pierwszego premiera – Karela Kramářa. 29 lutego 1920 roku w budynku uchwalono również konstytucję Czechosłowacji. W latach 1919–1938 pałac był siedzibą obrad czechosłowackiego senatu. Kolejna modernizacja budynku miała miejsce w latach 1936–1940. W latach 50. i 60. XX wieku w budynku urzędowały różne instytucje, w tym ministerstwa. W latach 1968–1992 w pałacu obradowała Czeska Rada Narodowa, a od 1993 roku jest on siedzibą obrad Izby Poselskiej. W latach 1985–1989 oraz 1993 przeprowadzono kolejne modernizacje. 
Od 1992 roku obiekt posiada status narodowego zabytku kultury Republiki Czeskiej.